# Avril de Sainte-Croix
Ghénia Avril de Sainte-Croix (1855 – 21 de Março de 1939) foi uma autora, jornalista e feminista francesa. Por muitos anos ela liderou o ramo francês da Federação Internacional Abolicionista, que pretendia abolir a regulação estatal da prostituição e lutou contra o tráfico de mulheres. Ela aconselhou o governo francês e a Liga das Nações em assuntos sobre mulheres. Foi vice-presidente do Conselho Internacional de Mulheres, a partir de 1920, e Presidente do Conselho Nacional das Mulheres francesas de 1922 a 1932.

## A vida

### Primeiros anos
Adrienne-Pierrette-Eugénie (Ghénia) Glaisette nasceu em 1855 na aldeia de Carouge perto de Genebra, na Suíça, filha de Marc Glaisette e Marie-Louise Savuiz. Ela falava várias línguas e viajou extensamente. Ainda jovem, parece ter passado muito tempo na Europa central. O seu retrato, por Teodor Axentowicz, foi exibido no Salão , em 1893, e publicado em La jeune Dame. Relatos na revista The Gentleswomen, indicams sua presença em uma matinê de dança dada a Baronesa de Montebello, aparentemente sua tia. Em meados da década de 1890, publicou uma série de histórias para crianças que se passavam na Europa Oriental. Assinou as histórias e seus primeiros artigos de jornal como "Savioz". Jornais parisienses relataram que ela estava presente nas comemorações da Guerra de Independência Cubana (1895-98), organizada pela colônia cubana de Paris.
Sainte-Croix veio da haute société protestante (alta sociedade protestante) e partilhou a sua tradição filantrópica. Na década de 1890, começou a participar na Conferência de Versalhes, uma reunião anual das instituições de caridade das mulheres protestantes. Representantes de reforma social e grupos de combate a pornografia, alcoolismo e prostituição se falavam nestas conferências. Foi por meio disso que ela se envolveu na campanha abolicionista para dar fim a regulamentação da prostituição. Começando na década de 1890, ela começou a publicar investigações jornalísticas sobre a situação das prostitutas e mulheres que trabalhavam. Sainte-Croix escreveu para La Fronde, que foi fundado no final de 1897, como fez Marguerite Durand, Séverine, Marie Bonnevial e Clémence Royer. Ela publicou um notável artigo neste periódico sobre as condições na prisão de Saint-Lazare, onde as prostitutas eram aprisionadas. Falou sobre a questão de mulheres jornalistas em 1899 no congresso do Conselho Internacional de Mulheres (CIM), em Londres.
Eugénie Glaisette se casou com o engenheiro civil François Avril em uma cerimônia civil em Maio de 1900, quando ela tinha 45 anos de idade. O casamento não fez nada para reduzir seu ativismo. Sem dúvida, foi devido ao seu marido que ela era capaz de realizar várias reuniões feministas nas instalações dos Engenheiros Civis, em Paris.

### Líder feminista
Sainte-Croix, chefiou o ramo francês da Federação Internacional Abolicionista (IAF), por muitos anos a partir de 1900, e ao mesmo tempo atuando como secretária-geral do Conselho Nacional das Mulheres francesas (Conseil National des Femmes Françaises: CNFF), a partir de 1903 em diante. Ela fundou a halfway house Œuvre Libératrice (Libertadora de Trabalho), em 1901, para ajudar jovens mulheres a deixar a prostituição após a sua libertação da prisão. A instituição dava-lhes educação, formação profissional e aconselhamento de longo prazo. Em 1904, ela falou em Zurique e Genebra sobre o tema do tráfico de mulheres. Entre 1904 e 1908, ela era um membro da comissão do governo para investigar as atividades do vice squad. Foi a única mulher a servir na comissão.
De 1905 a 1907, Sainte-Croix foi membro comissão independente Coulon-Chavagnes que estudou as leis civiis da França, em que as mulheres eram desfavorecidas, com vista para a revisão do código civil. Ela foi membro fundadora e membro do conselho de administração da Liga dos Direitos do homem e do Cidadão (a Ligue des Droits de l'Homme et du Citoyen). Sainte-Croix publicou uma sequência de artigos promovendo a causa das mulheres. Em 1907, publicou um livro intitulado Le Féminisme em que ela refutou os argumentos dos Católicos e nacionalistas que o feminismo era "não-francês". Defendeu que o movimento teve suas raízes na luta pela liberdade da Revolução francesa.
Durante a I Guerra Mundial (1914-18), Sainte-Croix apoiou o esforço de guerra por meio do fornecimento de cantinas para alimentação para mulheres que trabalhavam na indústria bélica e particiou no Congresso de Mulheres dos Aliados no Serviço de Guerra. Em 1917, foi nomeada para o Comitê de Emprego das Mulheres para aconselhar o governo sobre as mulheres trabalhadoras. Ela fundou e tornou-se presidente da seção feminina do Musée social, e em 1918-19 foi em uma viagem para os Estados Unidos pelo Musée para investigar o trabalho em tempo parcial para as mulheres, em quatro cidades norte-Americanas. Durante esta viagem, ela se reuniu com o Presidente Woodrow Wilson e o ex-Presidente Theodore Roosevelt. Após a I Guerra Mundial viajou para a Polônia, Tchecoslováquia, Áustria, Hungria e Romênia. Em 1920, tornou-se vice-presidente da ICW e, em 1922, tornou-se presidente do CNFF. Sainte-Croix participou e discursou em congresso em Londres, Berlim, Genebra, Roma, Kristiana (Oslo), Bucareste, Viena, Espanha e Estados Unidos.  Nos anos de 1920 e 1930, foi reconhecida internacionalmente como líder feminista na França. Em abril de 1922, foi nomeada para o Comitê Consultivo Permanente da Liga das Nações sobre o tráfico de mulheres e crianças. Ela também foi nomeada para a Liga, na comissão de proteção de crianças. A partir de 1925, ela foi delegada para a Liga das Nações para o Conjunto do Comitê Permanente de Mulheres de Organizações Internacionais. Ela foi nomeado chevalier e diretor da Legião de Honra, e recebeu medalhas dos ministérios da saúde e da higiene. Ela faleceu em março de 1939, em Menton, na Riviera francesa aos 84 anos.

## Organizadora

### Federação Internacional Abolicionista
Em 1897 Josephine Butler visitou a França, e um grupo liderado por Auguste de Morsier iniciou a re-fundação do ramo francês da Federação Internacional Abolicionista (IAF), que fez campanha para a revogação das leis que regulavam a prostituição. A nova organização foi representada oficialmente na conferência internacional abolicionista em Londres, em 1898. Sainte-Croix compareceu a esta conferência, onde conheceu o Mordomo. Entre 1898 e 1907, o movimento abolicionista na França foi revivido, primeiro por Auguste de Morsier e em seguida por Ghénia Avril de Sainte-Croix.
Sainte-Croix e outras feministas acreditavam que a regulamentação da prostituição era amoral em tolerar o vício e a imposição de um padrão duplo de moralidade, e também injusta e ineficaz. Ela via as prostitutas como "servas fêmeas". Defendido fortemente o aumento dos salários das mulheres para que elas não fossem mais obrigadas a vender seus corpos, e a criação de um código de moralidade rigoroso que se aplicava igualmente para homens e mulheres. Em setembro de 1899, ela participou de uma conferência da  IAF conferência em Genebra, e informou sobre o processo em La Fronde. {sfn|Offen|2005}} No Congresso de Direitos das Mulheres em 1900, ela leu um dos três relatórios de abertura, convocando para a abolição da prostituição legalizada e do duplo padrão de moralidade. Ela tornou-se secretária-geral do ramo francês da IAF em 1900, e permaneceu ativa no movimento até meados da década de 1930.

### Conselho nacional das Mulheres francesas (CNFF)

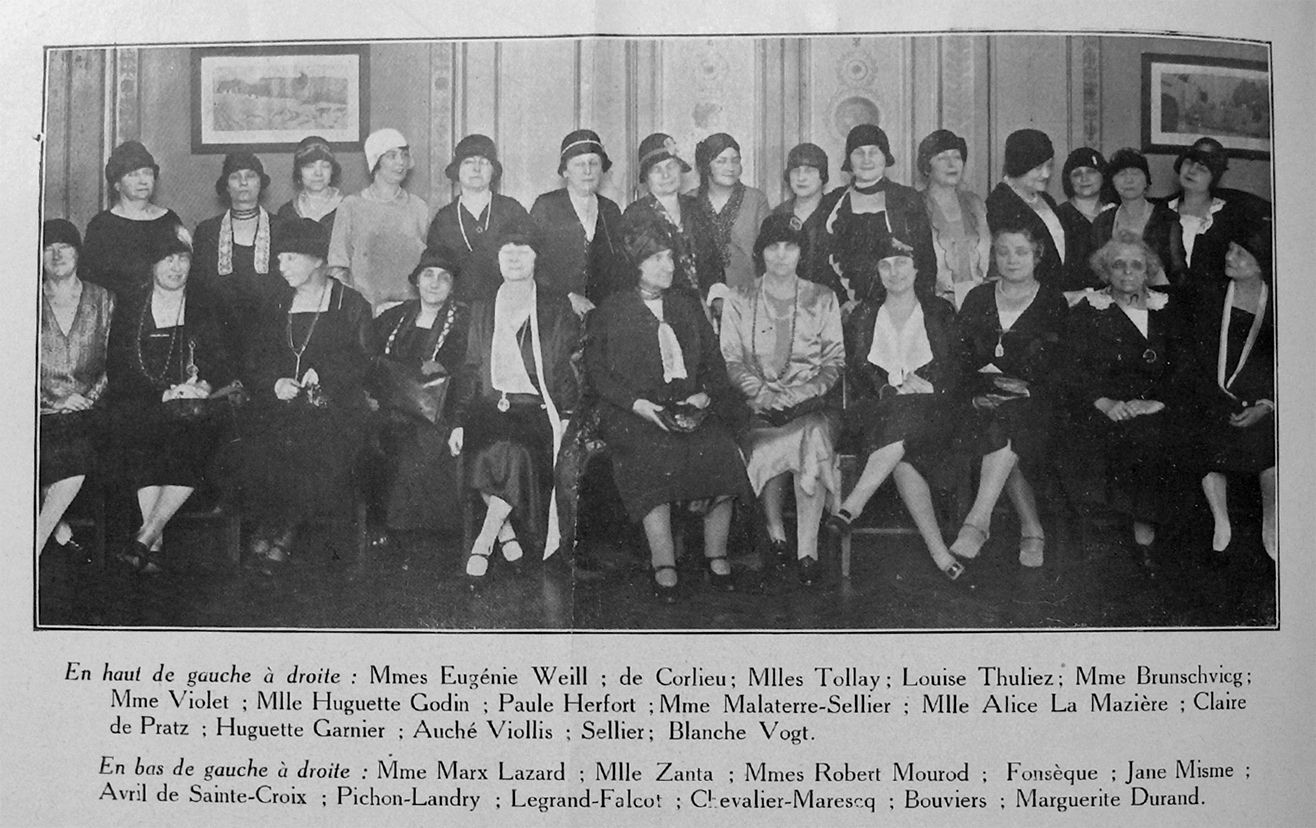
Estados gerais du féminisme de 1929. Sainte-Croix, está na linha da frente, no centro, olhando para a direita.

Em Março de 1900 Sainte-Croix organizou um banquete no Grand Hôtel de Paris, em homenagem à estudiosa feminista Clémence Royer, que ela admirava. Em 1900, presidiu a seção "Trabalho" do Congresso de Mulheres Trabalhadoras, onde defendeu apaixonadamente a igualdade de salário de homens e mulheres e fortes leis sobre o trabalho infantil. A partir de 1902, ela foi uma forte defensora do sufrágio das mulheres no Conselho Nacional das Mulheres francesas (CNFF). Em 1903 Sainte-Croix foi secretária-geral do CNFF.
Em 1919 Sainte-Croix e a CNFF se envolveram em uma campanha para convencer os líderes Aliados na Conferência de Paz de Versalhes cuidar das mulheres e seus problemas na recém criada Liga das Nações, com sucesso parcial. O CNFF também trabalhou para convencer os senadores franceses a aprovar o projeto para o sufrágio das mulheres. Sainte-Croix organizou o congresso CNFF em Estrasburgo, em outubro de 1919. Em 1922, ela sucedeu Julie Siegfried como presidente do CNFF, mantendo esta posição até 1932, quando foi substituída por Marguerite Pichon-Landry. Sainte-Croix, fez campanha em 1927 para admissão de mulheres na polícia. Ela presidiu o CNFF do États-Gerais du Féminisme nos congressos de 1929, 1930 e 1931. Estes congressos eram focados nos direitos legais das mulheres, a situação econômica e a posição nas colônias.

### Conselho Internacional de Mulheres (CIM)
Em 1899 Sainte-Croix participou de uma conferência do Conselho Internacional de Mulheres (CIM), que foi chefiada pela Lady Aberdeen. Em 1904, participou de reuniões da CIM em Berlim, com Marguerite Durand e Sarah Monod, onde falou sobre o apoio que o CNFF estava dando para as mulheres que trabalham. Naquele ano, ela presidiu o comitê CIM Tráfico de Escravos Brancos e Padrão de Igualdade Moral. Em 1906, ela recebeu Lady Aberdeen e as líderes da CIM em Paris.  Em 1920, ela foi eleita vice-presidente da CIM no congresso em Kristiana, Noruega. Sainte-Croix, fez uma turnê pela Europa em 1924, retornou, e então, através do Canadá para os Estados Unidos, em 1925, para a sexta conferência CIM em Washington, D. C.. Em 1930, participou do congresso CIM em Viena.

## Religião e política
Não está claro se Sainte-Croix era Protestante ou simplesmente associada com os protestantes. Ela não era uma praticante, e descreveu a si mesma como uma pensadora livre. Era anti-Católica, mas em favor da liberdade religiosa e disse ter pertencido a um misto Maçom lodge, em Paris, que incluiu outras feministas. Sainte-Croix foi uma forte defensora de Alfred Dreyfus durante o caso Dreyfus.

## Publicações
Publicações incluem:
- Mlle de Sainte-Croix (1895). Les Aventures de Toto, suivi de Histoire de Biribi. Paris: Libr.-impr. réunies. 32 páginas
- Mlle de Sainte-Croix (1895). Contes russes. Paris: Libr.-impr. réunies. 47 páginas
- Mlle de Sainte-Croix (1896). Les Crimes d'un perroquet... Paris: Libr.-impr. réunies. 32 páginas
- Mme Avril de Sainte-Croix (1907). Le féminisme. Paris: V. Giard et E. Brière. 219 páginas
- Mme Avril de Sainte-Croix (1913). L'Esclave blanche, discours prononcés le 15 avril 1913 à l'Hôtel des Sociétés savantes contre la réglementation de la prostitution. Alençon: A. Coueslant. 46 páginas
- Mme Avril de Sainte-Croix (1918). L'Education sexuelle. Preface by M. le professeur Pinard. Paris: F. Alcan. 40 páginas
- Mme Avril de Sainte-Croix; Ferdinand Buisson; Camille Guy (1926). Pauline Kergomard (1838-1925). Laval: Impr. de Barnéoud. 64 páginas